# Falkvåltjärnarna (Storsjö socken, Härjedalen, 698043-135585)
Falkvåltjärnarna är en sjö i Bergs kommun i Härjedalen och ingår i Ljungans huvudavrinningsområde.